# Brinon-sur-Beuvron
Brinon-sur-Beuvron és un municipi francès, situat al departament del Nièvre i a la regió de Borgonya - Franc Comtat. L'any 2007 tenia 218 habitants.

## Demografia

### Població
El 2007 la població de fet de Brinon-sur-Beuvron era de 218 persones. Hi havia 100 famílies, de les quals 32 eren unipersonals (16 homes vivint sols i 16 dones vivint soles), 48 parelles sense fills i 20 parelles amb fills.
La població ha evolucionat segons el següent gràfic:
Habitants censats

### Habitatges
El 2007 hi havia 155 habitatges, 108 eren l'habitatge principal de la família, 38 eren segones residències i 10 estaven desocupats. Tots els 154 habitatges eren cases. Dels 108 habitatges principals, 79 estaven ocupats pels seus propietaris, 18 estaven llogats i ocupats pels llogaters i 11 estaven cedits a títol gratuït; 1 tenia una cambra, 4 en tenien dues, 21 en tenien tres, 24 en tenien quatre i 58 en tenien cinc o més. 77 habitatges disposaven pel capbaix d'una plaça de pàrquing. A 59 habitatges hi havia un automòbil i a 35 n'hi havia dos o més.

### Piràmide de població
La piràmide de població per edats i sexe el 2009 era:
| Homes | Edats   | Dones |
| ----- | ------- | ----- |
| 0     | 95 o +  | 0     |
| 0     | 90 a 94 | 0     |
| 0     | 85 a 89 | 12    |
| 0     | 80 a 84 | 4     |
| 8     | 75 a 79 | 0     |
| 8     | 70 a 74 | 16    |
| 4     | 65 a 69 | 0     |
| 8     | 60 a 64 | 12    |
| 8     | 55 a 59 | 4     |
| 8     | 50 a 54 | 8     |
| 8     | 45 a 49 | 0     |
| 16    | 40 a 44 | 8     |
| 8     | 35 a 39 | 4     |
| 0     | 30 a 34 | 8     |
| 0     | 25 a 29 | 4     |
| 0     | 20 a 24 | 4     |
| 0     | 15 a 19 | 4     |
| 16    | 10 a 14 | 4     |
| 12    | 5 a 9   | 4     |
| 0     | 0 a 4   | 4     |

## Economia
El 2007 la població en edat de treballar era de 136 persones, 97 eren actives i 39 eren inactives. De les 97 persones actives 90 estaven ocupades (53 homes i 37 dones) i 7 estaven aturades (2 homes i 5 dones). De les 39 persones inactives 20 estaven jubilades, 11 estaven estudiant i 8 estaven classificades com a «altres inactius».

### Ingressos
El 2009 a Brinon-sur-Beuvron hi havia 108 unitats fiscals que integraven 211 persones, la mediana anual d'ingressos fiscals per persona era de 17.607 €.

### Activitats econòmiques
Dels 20 establiments que hi havia el 2007, 1 era d'una empresa extractiva, 1 d'una empresa alimentària, 3 d'empreses de construcció, 5 d'empreses de comerç i reparació d'automòbils, 2 d'empreses de transport, 2 d'empreses d'hostatgeria i restauració, 1 d'una empresa financera, 1 d'una empresa de serveis, 2 d'entitats de l'administració pública i 2 d'empreses classificades com a «altres activitats de serveis».
Dels 9 establiments de servei als particulars que hi havia el 2009, 1 era una gendarmeria, 1 oficina de correu, 1 una oficina bancària, 2 lampisteries, 1 empresa de construcció, 1 veterinari i 2 restaurants.
Dels 3 establiments comercials que hi havia el 2009, 1 era una botiga de més de 120 m², 1 una botiga de menys de 120 m² i 1 una fleca.
L'any 2000 a Brinon-sur-Beuvron hi havia 4 explotacions agrícoles.

## Equipaments sanitaris i escolars
L'únic equipament sanitari que hi havia el 2009 era una farmàcia.
El 2009 hi havia una escola elemental integrada dins d'un grup escolar amb les comunes properes formant una escola dispersa.

## Poblacions més properes
El següent diagrama mostra les poblacions més properes.